# Unió Tunisiana d'Indústria, Comerç i Artesania
La Unió Tunisiana d'Indústria, Comerç i Artesania (UTICA; àrab: الاتحاد التونسي للصناعة والتجارة والصناعات التقليدية, al-Ittiḥād at-Tūnisī li-ṣ-Ṣināʿa wa-t-Tijāra wa-ṣ-Ṣināʿāt at-Taqlīdiyya) és una organització patronal tunisiana fundada l'any 1947. Representa els dirigents de les empreses dels sectors industrial, comercial i artesanal.

## Organització
La UTICA representa prop de 150.000 empreses privades de tots sectors econòmics, a excepció del turisme i dels sectors bancari i financer. La majoria d'aquestes empreses són petites i mitges empreses. L'organització compta amb més de 25.000 responsables sindicals.
La UTICA assessora, coordina i mobilitza el conjunt dels seus membres en les diferents estructures regionals i professionals. Constitueix així un actor important d'integració i de desenvolupament econòmic, tot donant suport a les activitats i el desenvolupament de les empreses tant a nivell regional com en els mercats nacionals i internacionals.
L'estructura de la UTICA procura als seus membres una representació sectorial, a través de les federacions i les cambres sindicals nacionals, però igualment els proporciona una proximitat geogràfica, gràcies als grups regionals i locals.
17 federacions nacionals sectorials, 24 grups regionals, 216 grups locals, 370 cambres sindicals nacionals i 1.700 cambres sindicals regionals permeten a l'organització cobrir tots els sectors econòmics del país.

## Presidents
- Mohamed Chamem: gener de 1947-abril de 1948[6]
- Mohamed Ben Abdelkader: abril de 1948-octubre de 1960[6]
- Ferjani Bel Haj Ammar: octubre de 1960-juliol de 1988
- Hédi Djilani:[6] juliol de 1988-gener de 2011
- Mohamed Ben Sedrine (coordinador general): gener-març de 2011[7]
- Hammadi Ben Sedrine: març-maig de 2011[8]
- Wided Bouchamaoui:[9] des de maig de 2011

Hédi Djilani és el sogre de Belhassen Trabelsi, que és el cunyat del president Zine El Abidine Ben Ali (1987-2011) i Sofiane Ben Ali, nebot d'aquest últim i fill del seu germà Habib. En l'escat de la revolució, aquests llaços familiars es van considerar incompatibles amb la seva funció de president de la UTICA i van provocar finalment la seva dimissió, sota la pressió de diversos centenars d'empresaris tunisians.